# Архієпархія Вадуца
Римсько-католицька архієпархія Вадуца розташована на території князівства Ліхтенштейн.

## Історія
Створення архієпархії Вадуца було проголошено Папою Римським Іваном Павлом II в апостольській конституції Ad satius consulendum 12 грудня 1997 року. До цього часу територія князівства підпорядковувалася Ліхтенштейнському деканату, який входив до складу швейцарської Єпархії Куру.
Церемонію, пов'язану із підвищенням статусу було проведено 21 грудня 1997 року у парафіяльній церкві Вадуца, піднесеної до статусу Кафедрального собору Вадуца. архієпархія Вадуца не належить ні до однієї конференції католицьких єпископів та підзвітна безпосередньо Святому Престолу. Вольфганг Хаас є архиєпископом Вадуца з моменту заснування архієпархії.

## Покровителі
Небесна покровителька архієпархії — Пресвята Діва Марія, Богоматір, (Різдво Пресвятої Богородиці — 8 вересня). Крім того, архієпархії протегують мученик Святий Люцій Британський, також покровитель архієпархії Чуру та Австрії, і святий Флорін Ремюський.

## Структура
До складу архієпархії входять 12 парафій:
- Бальцерс
- Бендерн
- Вадуц
- Ешен
- Маурен
- Нендельн
- Планкен
- Руґґель
- Трізен
- Трізенберг
- Шан
- Шелленберг

Резиденція архієпископа, офіс архієпископа і секретаріат знаходиться у монастирі в Шелленбергу. Генеральний вікаріат розташований у столиці князівства — Вадуці.